# 特大型ダンプ

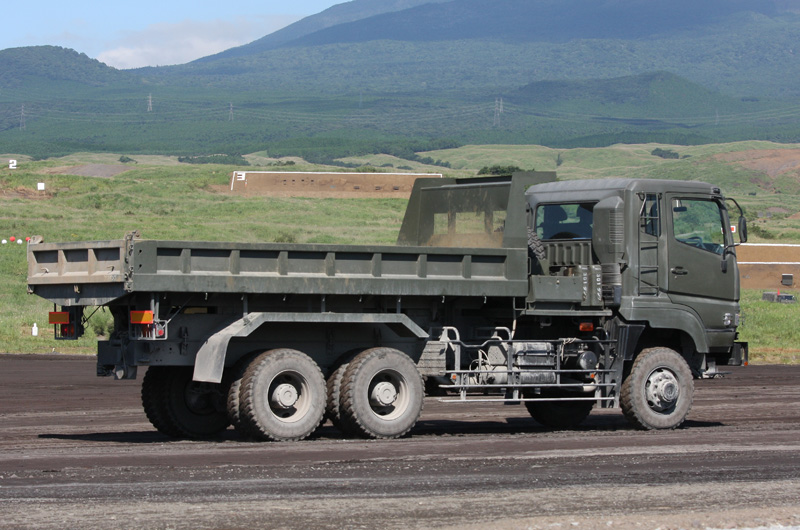

特大型ダンプ（とくおおがただんぷ）は、陸上自衛隊の装備の1つ。「とくだいがた」ではなく、「とくおおがた」と読むのが正しい。ベース車両は7tトラック。

## 概要
7tトラックをベースとしているため3 1/2tダンプよりもより多くの土砂などの運搬ができる。
主に施設科（ダンプ車両中隊等）に配備されており、災害派遣などで目にすることができる。

## 諸元
- 全長：8135mm
- 全幅：2490mm
- 全高：3100mm
- 車両重量：11490kg
- 最大積載量：8250kg
- 最高速度：95km/h
- 出力：355ps

## 製作
三菱自動車工業